# 南神头二仙庙
35°41′44″N 113°21′35″E / 35.69556°N 113.35972°E
南神头二仙庙位于中国山西省陵川县潞城镇石圪峦村南，2006年被列为第六批全国重点文物保护单位。
南神头二仙庙始建年代不详，现存正殿、东西廊房、垛殿，其中正殿为金代遗构，余为明清所建。正殿面阔三间，进深六椽，平面呈正方形，单檐歇山顶，斗栱为五铺作单抄单下昂，殿内有清代壁画20余平方米。